# One-way (шлиц)
One-way (перевод: англ. однонаправленный) — специальный антивандальный вид шлица резьбовых крепёжных изделий и отвёрток для них, предусмотренный только для закручивания.

## Описание
Для закручивания используется отвёртка с прямым шлицем. Выкручивается с помощью вспомогательных мер, в т.ч. прорезкой прямого шлица, высверливанием, точечной сваркой (привариванием ключа), травлением серной кислотой (долго).

## Использование
Крепёжные изделия со шлицем One-way могут использоваться в общественных местах, чтобы защитить конструкции от вандализма, также такие метизы используются при сборке школьной мебели (парты и стулья) для защиты её от несанкционированной разборки, наряду с болтами с квадратными подголовками и круглой головкой без шлица и пластмассовыми заглушками на защёлках в местах соединения в сварных металлических каркасах школьной мебели, состоящих из полых профилей квадратного сечения.